# Ursula Poznanski

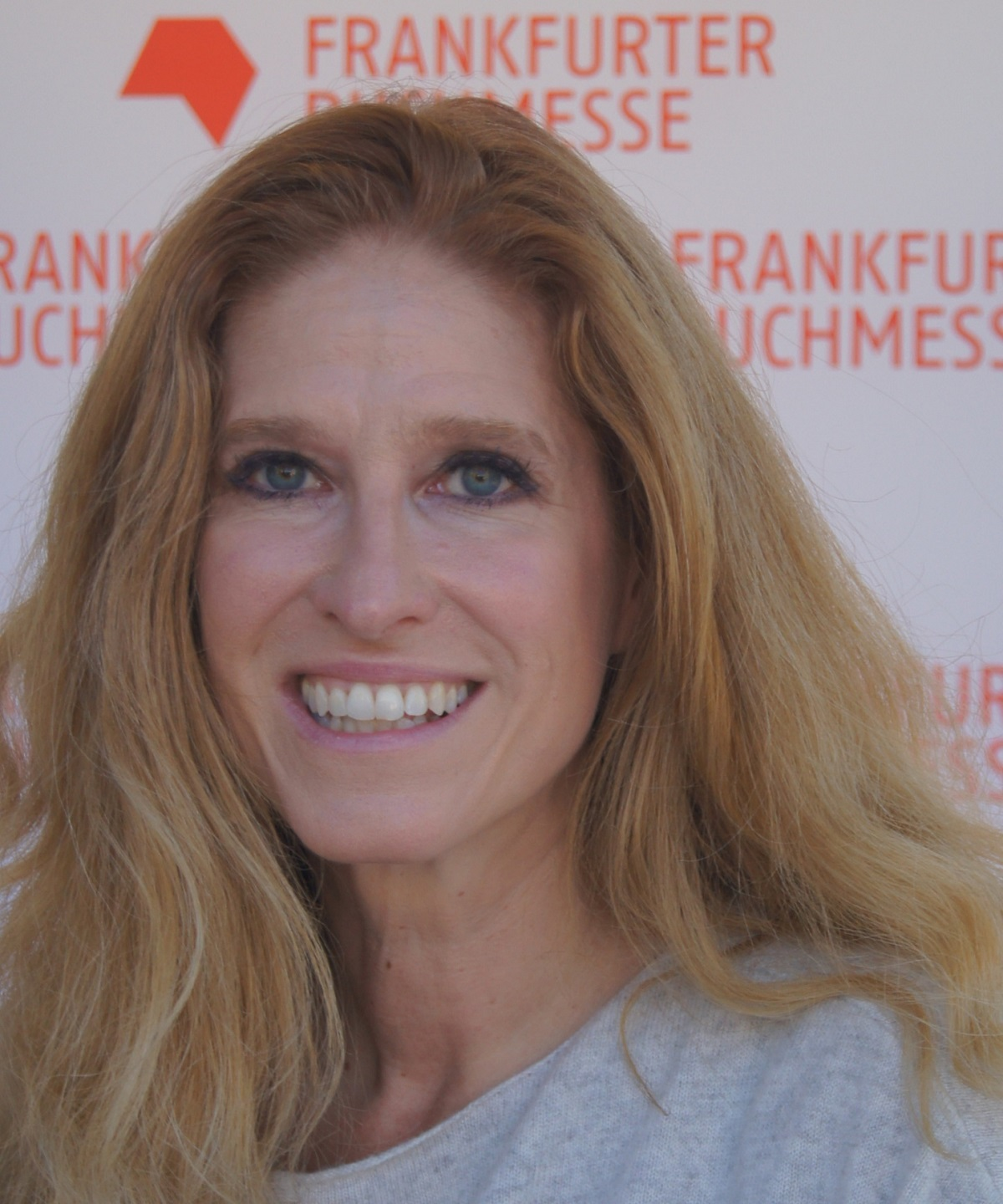
Ursula Poznanski, in 2018

Ursula Poznanski (sinh ngày 30 tháng 10 năm 1968) là một nhà văn người Áo. Bà từng đoạt giải Deutscher Jugendliteraturpreis (Giải thưởng văn học thiếu nhi Đức), giải thưởng Jugendjury (Youth Jury) năm 2011 cho tiểu thuyết giật gân Erebos của bà. Cuốn sách đã được dịch sang 22 ngôn ngữ.

## Cuộc đời và sự nghiệp
Ursula Poznanski sinh ra ở Viên và lớn lên ở Perchtoldsdorf. Sau khi hoàn thành bậc trung học, bà tham gia các khóa học về Nhật Bản học, báo chí, luật và nghiên cứu sân khấu tại Đại học Viên, nhưng bà đã không hoàn thành chương trình học và không nhận được bằng cấp. Năm 1996, bà bắt đầu làm biên tập viên trong một nhà xuất bản y tế. Năm 2000, sau khi sinh con trai, bà tham gia một cuộc thi viết kịch bản do Tập đoàn Phát thanh Truyền hình Áo tổ chức; tuy nhiên kịch bản của bà cho một bộ phim hài lãng mạn đã không giành được giải thưởng nào.
Năm 2001, bản thảo đầu tiên của bà, có tên Buchstabendschungel đã được nhà xuất bản Dachs chấp nhận và được xuất bản vào năm 2003.
Bà sống cùng gia đình ở phía nam của Viên.

## Giải thưởng
- 2005: Kinder- und Jugendbuchpreis der Stadt Wien (Child and Youth Book Prize of the City of Vienna) cho Die allerbeste Prinzessin
- 2010: Ulmer Unke cho Erebos
- 2011: Deutscher Jugendliteraturpreis (German Children's Literature Award), Jugendjury (Youth Jury) cho Erebos
- 2011: JuBu Buch des Monats (JuBu Book of the Month) cho Erebos
- 2012: Kinder-/Jugendhörbuch des Monats (Children's / Young Adult's Book of the Month) for January 2012 for hr2-kultur's Hörbuchbestenliste, 3rd place for Saeculum
- 2012: Saeculum đã được đưa vào bộ sưu tập được xuất bản bởi Österreichischer Staatspreis für Kinder- und Jugendliteratur (Austrian Children and Youth Book Prize)[6]
- 2016: Hansjörg-Martin-Preis – Kinder- und Jugendkrimipreis (Hansjörg Martin Prize for Child and Youth Crime) cho Layers
- 2018: Österreichischer Krimipreis (Austrian Crime Award)[7]

## Tác phẩm
- Vanitas: Schwarz wie Erde. Knaur, München 2019, ISBN 978-3-426-22686-5

- Erebos. Loewe, Bindlach 2010, ISBN 978-3-7855-7788-2
- Saeculum. Loewe, Bindlach 2011, ISBN 978-3-7855-7028-9
- Layers. Loewe, Bindlach 2015, ISBN 978-3-7855-8230-5
- Elanus. Loewe, Bindlach 2016, ISBN 978-3-7855-8231-2
- Aquila. Loewe, Bindlach 2017, ISBN 978-3-7855-8613-6
- Thalamus. Loewe, Bindlach 2018, ISBN 978-3-7855-8614-3
- Erebos 2. Loewe, Bindlach 2019, ISBN 978-3-7432-0049-4
- Cryptos. Loewe, Bindlach 2020, ISBN 978-3-7432-0050-0
- Shelter. Loewe, Bindlach 2021, ISBN 978-3-7432-0051-7

- Fünf. Wunderlich, Reinbek 2012, ISBN 978-3-8052-5031-3
- Blinde Vögel. Wunderlich, Reinbek 2013, ISBN 978-3-8052-5045-0
- Stimmen. Wunderlich, Reinbek 2015, ISBN 978-3-8052-5062-7
- Schatten. Wunderlich, Reinbek 2017, ISBN 978-3-8052-5063-4

- Die Verratenen. Loewe, Bindlach 2012, ISBN 978-3-7855-7546-8.
- Die Verschworenen. Loewe, Bindlach 2013, ISBN 978-3-7855-7547-5.
- Die Vernichteten. Loewe, Bindlach 2014, ISBN 978-3-7855-7548-2.

- Theo Piratenkönig. Illustrated by Friedericke Rave. Dachs, Wien 2003, ISBN 3-85191-308-6
- Spanier küssen anders. G&G, Wien 2008, ISBN 978-3-7074-0402-9
- Buchstabendschungel. Illustrated by Jens Rassmus. Dachs, Wien 2003, ISBN 3-85191-308-6
- All diese Zahlen. Illustrated by Jens Rassmus. Dachs, Wien 2004, ISBN 978-385191-348-4
- Die allerbeste Prinzessin. Drawings and collages by Sybille Hein. Loewe, Bindlach 2018, ISBN 978-3-7855-8578-8
- Redaktion Tintenklex: Das Geheimnis der 67 Erpresserbriefe.
- Redaktion Tintenklex: Das geheimnisvolle Grab.
- Pauline Pechfee. Illustrated by Friederike Rave. Residenz 2007, ISBN 978-3-70172025-5

Hợp tác
- Fremd. With Arno Strobel. Wunderlich, Reinbek 2015, ISBN 978-3-8052-5084-9
- Anonym. With Arno Strobel. Wunderlich, Reinbek 2016, ISBN 978-3-8052-5085-6
- Invisible. With Arno Strobel. Wunderlich, Reinbek 2018, ISBN 978-3-8052-0015-8